# Глостер (Нью-Брансвік)
Графство Глостер (англ. Gloucester) — графство в Канаді, у провінції Нью-Брансвік.

## Населення
За даними перепису 2016 року, графство нараховувало 78444 жителів, показавши скорочення на 1,9%, порівняно з 2011-м роком. Середня густина населення становила 16,5 осіб/км².
З офіційних мов обидвома одночасно володіли 38 940 жителів, тільки англійською — 6 540, тільки французькою — 31 525, а 60 — жодною з них. Усього 515 осіб вважали рідною мовою не одну з офіційних, з них 5 — одну з корінних мов, а 5 — українську.
Працездатне населення становило 54,9% усього населення, рівень безробіття — 15,3% (20% серед чоловіків та 9,9% серед жінок). 89,8% були найманими працівниками, 8% — самозайнятими.
Середній дохід на особу становив $35 461 (медіана $27 373), при цьому для чоловіків — $42 861, а для жінок $28 193 (медіани — $33 666 та $22 249 відповідно).
22% мешканців мали закінчену шкільну освіту, не мали закінченої шкільної освіти — 34,4%, 43,6% мали післяшкільну освіту, з яких 24,1% мали диплом бакалавра, або вищий, 100 осіб мали вчений ступінь.
| Статево-вікова структура населення | Статево-вікова структура населення | Статево-вікова структура населення | Статево-вікова структура населення | Статево-вікова структура населення |
| ---------------------------------- | ---------------------------------- | ---------------------------------- | ---------------------------------- | ---------------------------------- |
|                                    |                                    |                                    |                                    |                                    |
| Всього                             | Всього                             | 49,4%50,6%                         |                                    |                                    |
| 0 — 14 років                       | 0 — 14 років                       |                                    | 11,4%                              | 11,4%                              |
| 15 — 64 років                      | 15 — 64 років                      |                                    | 64,7%                              | 64,7%                              |
| 65 і більше                        | 65 і більше                        |                                    | 23,9%                              | 23,9%                              |
| 85 і більше                        | 85 і більше                        |                                    | 2,7%                               | 2,7%                               |
| 100 і більше                       | 100 і більше                       |                                    | 0%                                 | 0%                                 |
| Середній вік (років)               | Середній вік (років)               | 46,648,1                           | 47,4                               | 47,4                               |
| Медіана (років)                    | Медіана (років)                    | 50,551,6                           | 51,1                               | 51,1                               |
| — чоловіки — жінки                 |                                    |                                    |                                    |                                    |

| Походження мешканців:     | Походження мешканців:     | Походження мешканців: | Походження мешканців: | Походження мешканців: |
| ------------------------- | ------------------------- | --------------------- | --------------------- | --------------------- |
| Походження                |                           |                       | осіб                  | %                     |
| Корінні американці        | Корінні американці        |                       | 4 995                 | 6.53%                 |
| Інше північноамериканське | Інше північноамериканське |                       | 61 455                | 80.36%                |
| Європейське               | Європейське               |                       | 25 825                | 33.77%                |
| британське                | британське                |                       | 10 115                | 13.23%                |
| французьке                | французьке                |                       | 18 780                | 24.56%                |
| українське                | українське                |                       | 95                    | 0.12%                 |
| Карибське                 | Карибське                 |                       | 65                    | 0.08%                 |
| Латинськоамериканське     | Латинськоамериканське     |                       | 80                    | 0.1%                  |
| Африканське               | Африканське               |                       | 250                   | 0.33%                 |
| Азійське                  | Азійське                  |                       | 685                   | 0.9%                  |

| Зайнятість населення за галузями (за класифікацією NOC): | Зайнятість населення за галузями (за класифікацією NOC): | Зайнятість населення за галузями (за класифікацією NOC): | Зайнятість населення за галузями (за класифікацією NOC): | Зайнятість населення за галузями (за класифікацією NOC): |
| -------------------------------------------------------- | -------------------------------------------------------- | -------------------------------------------------------- | -------------------------------------------------------- | -------------------------------------------------------- |
|                                                          |                                                          |                                                          |                                                          |                                                          |
| Управління                                               | Управління                                               |                                                          | 6,9%                                                     | 6,9%                                                     |
| Бізнес, фінанси та адміністрування                       | Бізнес, фінанси та адміністрування                       |                                                          | 11,6%                                                    | 11,6%                                                    |
| Природничі та прикладні науки                            | Природничі та прикладні науки                            |                                                          | 3,6%                                                     | 3,6%                                                     |
| Охорона здоров'я                                         | Охорона здоров'я                                         |                                                          | 9,2%                                                     | 9,2%                                                     |
| Освіта, правозахист, муніципальні та урядові служби      | Освіта, правозахист, муніципальні та урядові служби      |                                                          | 9,3%                                                     | 9,3%                                                     |
| Мистецтво, культура, відпочинок та спорт                 | Мистецтво, культура, відпочинок та спорт                 |                                                          | 1,4%                                                     | 1,4%                                                     |
| Роздрібна торгівля та послуги                            | Роздрібна торгівля та послуги                            |                                                          | 23%                                                      | 23%                                                      |
| Гуртова торгівля, транспорт та обладнання                | Гуртова торгівля, транспорт та обладнання                |                                                          | 19,6%                                                    | 19,6%                                                    |
| Природні ресурси, сільське господарство                  | Природні ресурси, сільське господарство                  |                                                          | 7,3%                                                     | 7,3%                                                     |
| Виробництво                                              | Виробництво                                              |                                                          | 8,2%                                                     | 8,2%                                                     |

## Населені пункти
До графства входять місто Батерст, містечка Бересфорд, Каракет, Ламек, Шиппаган, парафії Аллардвілл, Батерст, Бересфорд, Інкерман, Каракет, Нью-Бендон, Пакетвілль, Сент-Ісідор, Шиппаган, муніципалітет Тракаді, села Ба-Керекет, Бертран, Гранд-Анс, Ле-Ґуле, Мезоннетт, Нігаду, Пакетвілль, Петі-Роше, Пуант-Верт, Сен-Леолін, Сент-Ісідор, Сент-Марі-Сен-Рафаель, індіанська резервація Пабіно 11, а також хутори, інші малі населені пункти та розосереджені поселення.

## Клімат
Середня річна температура становить 4,4°C, середня максимальна – 21,8°C, а середня мінімальна – -15,5°C. Середня річна кількість опадів – 1 091 мм.
| Клімат поселення                              | Клімат поселення | Клімат поселення | Клімат поселення | Клімат поселення | Клімат поселення | Клімат поселення | Клімат поселення | Клімат поселення | Клімат поселення | Клімат поселення | Клімат поселення | Клімат поселення | Клімат поселення |
| Показник                                      | Січ.             | Лют.             | Бер.             | Квіт.            | Трав.            | Черв.            | Лип.             | Серп.            | Вер.             | Жовт.            | Лист.            | Груд.            |                  |
| Середній максимум, °C                         | −4,92            | −4,53            | 0,88             | 6,85             | 13,79            | 19,75            | 21,76            | 21,45            | 16,16            | 10,25            | 4,40             | −2,52            |                  |
| Середня температура, °C                       | −10,23           | −9,83            | −4,43            | 1,54             | 8,50             | 14,45            | 18,58            | 18,25            | 12,98            | 7,06             | 1,24             | −5,7             |                  |
| Середній мінімум, °C                          | −15,53           | −15,14           | −9,74            | −3,76            | 3,19             | 9,14             | 15,40            | 15,08            | 9,81             | 3,89             | −1,94            | −8,89            |                  |
| Норма опадів, мм                              | 101              | 77               | 88               | 82               | 85               | 77               | 87               | 101              | 75               | 102              | 105              | 111              |                  |
| Середньомісячна швидкість вітру, м/с          | 5.07             | 4.79             | 4.76             | 4.50             | 4.17             | 3.81             | 3.47             | 3.56             | 3.91             | 4.46             | 4.74             | 5.14             |                  |
| Середньомісячна сонячна радіація, кДж/м²·день | 4755             | 8363             | 12359            | 15580            | 18401            | 20313            | 19746            | 17329            | 12663            | 7817             | 4590             | 3562             |                  |
| --------------------------------------------- | ---------------- | ---------------- | ---------------- | ---------------- | ---------------- | ---------------- | ---------------- | ---------------- | ---------------- | ---------------- | ---------------- | ---------------- | ---------------- |
| Джерело:                                      |                  |                  |                  |                  |                  |                  |                  |                  |                  |                  |                  |                  |                  |